# سان پاولو چروو
سان پاولو چروو (به ایتالیایی: San Paolo Cervo) یک کومونه در ایتالیا است که در استان بیه‌لا واقع شده‌است. سان پاولو چروو ۸٫۴ کیلومتر مربع مساحت و ۱۳۹ نفر جمعیت دارد.